# بخش هابو
بخش هابو (به سوئدی: Habo kommun) یک ناحیه شهری در سوئد است که در شهرستان یونشوپینگ واقع شده‌است.